# Armend Zahaj
Armend Zahaj (* 25. April 2002 in Lugano) ist ein schweizerisch-serbischer Fussballspieler.

## Karriere
Zahaj begann seine Laufbahn beim Team Ticino, bevor er 2020 zum Zweitligisten FC Chiasso wechselte. Am 4. Juli 2020, dem 28. Spieltag, gab er beim 1:1 gegen den FC Schaffhausen sein Debüt in der Challenge League, als er in der 83. Minute für Edmond Berzati eingewechselt wurde. Bis Saisonende kam er zu neun Partien in der zweithöchsten Schweizer Spielklasse. 2020/21 absolvierte er auf Kooperationsbasis sieben Spiele für die zweite Mannschaft des FC Lugano in der 2. Liga interregional, der fünfthöchsten Schweizer Spielklasse. Der FC Chiasso stieg unterdessen als Tabellenletzter in die drittklassige Promotion League ab. Bei den Südtessinern besitzt er einen Vertrag bis 2023.